# Mendeljejevi predviđeni elementi
Kada je Dmitrij Ivanovič Mendeljejev radio periodni sustav elemenata ostavio je mjesta za tada nepoznate elemente kojima je i predvidio njihova karakteristična svojstva. Privremeno ih je nazvao koristeći prefikse eka-, dvi- i tri- iz sanskrta koji su označavali koliko su mjesta udaljeni od postojećih elementa sa sličnim svojstvima.
Za četiri takva elementa lakša od lantanoida: ekaaluminij (El), ekabor (Eb), ekamangan (Em) i ekasilicij (Es), predviđena svojstva su se dobro slagala sa svojstvima galija, skandija, tehnecija i germanija, elemenata koji su naknadno popunili mjesta koja je Mendeljejev predvidio. 

## Ekabor i skandij
Skandij je kao oksid izolirao Lars Fredrick Nilson u proljeće 1879. godine. Sličnost je prepoznao Per Teodore Cleve koji je kasnije te godine obavijestio Mendeljejeva. Mendeljejev je za ekabor predvidio atomsku masu od 44, a atomska masa skandija je 44,955910. 

## Ekamangan i tehnecij
Tehnecij su izolirali Carlo Perrier i Emilio Segrè 1937., dugo nakon Mendeljejevove smrti, na uzorcima molibdena koji je bio bombardiran jezgrama deuterija iz Lawrenceovog ciklotrona. Mendeljejev je za ekamangan predvidio atomsku masu od 100, a atomska masa najtežeg izotopa tehnecija-98 je 97,907215.

## Ekasilicij i germanij
Germanij je izoliran 1882. i dao je najbolju potvrdu teorije u to doba zbog veće razlike svojstava u odnosu na susjedne elemente nego što je ona bila kod prethodno otkrivenih predviđenih elemenata.
| Svojstvo        | Ekasilicij | Germanij |
| --------------- | ---------- | -------- |
| atomska masa    | 72         | 72,59    |
| gustoća (g/cm3) | 5,5        | 5,35     |
| talište (°C)    | visoko     | 947      |
| boja            | siva       | siva     |